# Goruia
Goruia (en hongrois : Gorony) est une commune du județ de Caraș-Severin en Roumanie.